# Decticelle cendrée
Pholidoptera griseoaptera
Espèce
La decticelle cendrée, Pholidoptera griseoaptera (appelée aussi pholidoptère grise), est une espèce de sauterelles de la famille des Tettigoniidae.
Synonymes
- Pholidoptera aptera (Charpentier, 1825) - Ne pas confondre avec Pholidoptera aptera (Fabricius, 1793), la decticelle aptère ;
- Pholidoptera cinereus (Gmelin, 1790)

## Distribution
Cette decticelle se rencontre en Europe (sauf péninsule Ibérique et îles de la Méditerranée), et en Turquie.

## Description

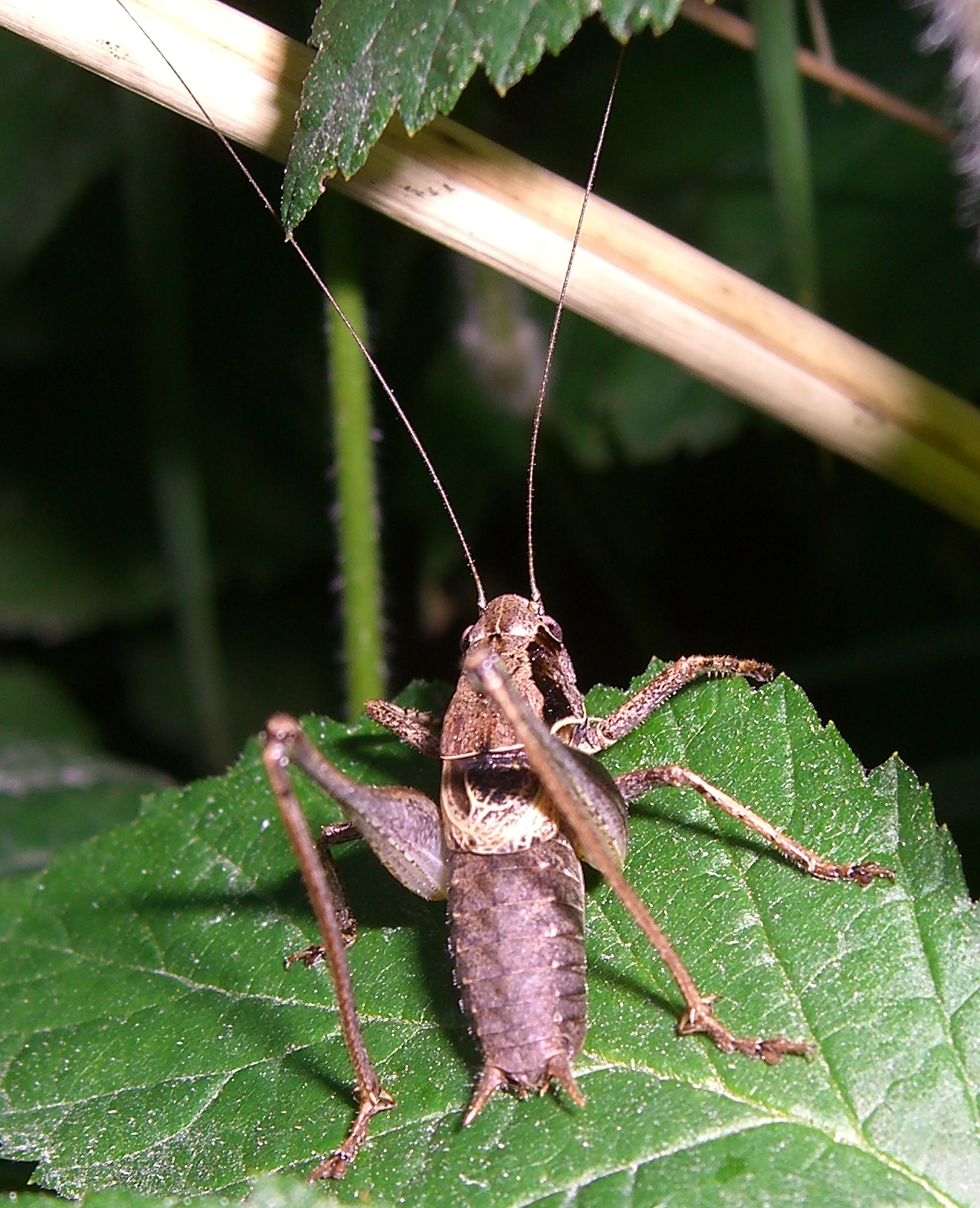
Pholidoptera griseoaptera - mâle.

La longueur du corps varie entre 13 et 15 mm pour les mâles, entre 15 et 18 mm pour les femelles. Les Decticelles cendrées sont de couleurs variables : de brun clair à châtain ou presque noires, les femelles en général plus claires que les mâles. Les élytres de la femelle sont réduits à l'état de vestiges, ceux du mâle sont courts et arrondis (jusqu'à 5 mm de long).
Le pronotum, dépourvu de carène médiane, est toujours brun ainsi que le sommet de la tête.
La face inférieure du corps est jaune verdâtre.

## Habitat
On trouve les adultes de mi-juin à novembre dans les buissons cultivés ou non, les haies, le long des lisières ensoleillées, le long des chemins, ils apprécient les massifs de ronces.
Les decticelles cendrées évitent les milieux ouverts comme les landes à bruyères. Dans les Alpes, on peut les rencontrer jusqu'à 1 400 m environ.

## Comportement et stridulation
Les adultes sont actifs le jour et la nuit; omnivores, ils se nourrissent de petits insectes et de végétaux. Ils aiment se chauffer au soleil, se disposant souvent de profil. Les femelles pondent dans le bois pourri grâce à leur oviscapte recourbé, long d'environ 10 mm.
Les mâles chantent le jour, surtout l'après-midi, le soir et la nuit. Ils émettent un chant formé de 3 notes aiguës, brèves et rapprochées qui peuvent se fondre en une seule note brève, stridente, audible à une dizaine de mètres. Même par temps couvert, ils répètent leur chant avec insistance.